# Sigmops bathyphilum
Sigmops bathyphilum es una especie de pez, de la familia de los gonostomátidos o peces luminosos.
Su nombre científico deriva del griego sigma (la letra S) y bathyphilum (preferencia por las profundidades).

## Anatomía
Su longitud máxima descrita ha sido de 15 cm los machos y 20 cm las hembras. No tiene espinas en las aletas dorsal ni anal, con radios blandos alrededor de una docena en la aleta dorsal y docena y media en la aleta anal. Tiene color totalmente negro. Posee unos pocos dientes agrandados en el techo de la boca, con pocos radios en la aleta anal y numerosas espinas branquiales, cuerpo comprimido y fotóforos extremadamente pequeños.

## Distribución y hábitat
Es un pez marino oceánico batipelágico no migrador de aguas profundas, que habita en un rango de profundidad entre los 700 y 3000 metros. Se distribuye ampliamente por el océano Atlántico, mar Caribe, océano Pacífico y océano Índico, en aguas templadas y tropicales, entre los 66° de latidud norte y los 35° de latitud sur.
Es una especie batipelágica, con una clara estratificación de tamaños con la profundidad y no hay migraciones verticales diarias. Comienzan a desarrollar los fotóforos cuando alcanzan un tamaño de 1'1 cm. Se alimenta de crustáceos.
Cambian de sexo cuando alcanzan entre 5 y 10 cm de tamaño, pero algunos machos se convierten en súper-machos, al parecer, no sometidos a reversión sexual y son los reproductores principales. Las hembras comienzan a desovar a partir de 11 cm de tamaño. Los machos tienen el sentido del olfato muy desarrollado, al contrario que las hembras.